# Zoborožec šedolící
Zoborožec šedolící (Bycanistes brevis) je druh zoborožce obývající východní Afriku v kapsovitě rozmístěných populacích.   

## Systematika
Zoborožce šedolícího formálně popsal v roce 1929 americký ornitolog Herbert Friedmann. Druhové jméno brevis pochází z latiny, ve které znamená „krátký“. Jedná se o monotypický taxon.

## Výskyt
Druh se vyskytuje ve 3 geograficky značně oddělených populacích. Ta první obývá Etiopii, jižní Súdán a severní Malawi, druhá populace obývá jižní Malawi, Keňu a Tanzanii, a ta třetí se vyskytuje od Malawi po střední Mosambik a jihovýchodní Zimbabwe. Zatoulaní jedinci se mohou objevit v Zambii nebo snad i Jihoafrické republice. Zoborožec šedolící obývá lesní stanoviště různých typů od lužních lesů po vzrostlý opadavý les. Vyskytuje se do 2600 m n. m.

## Popis

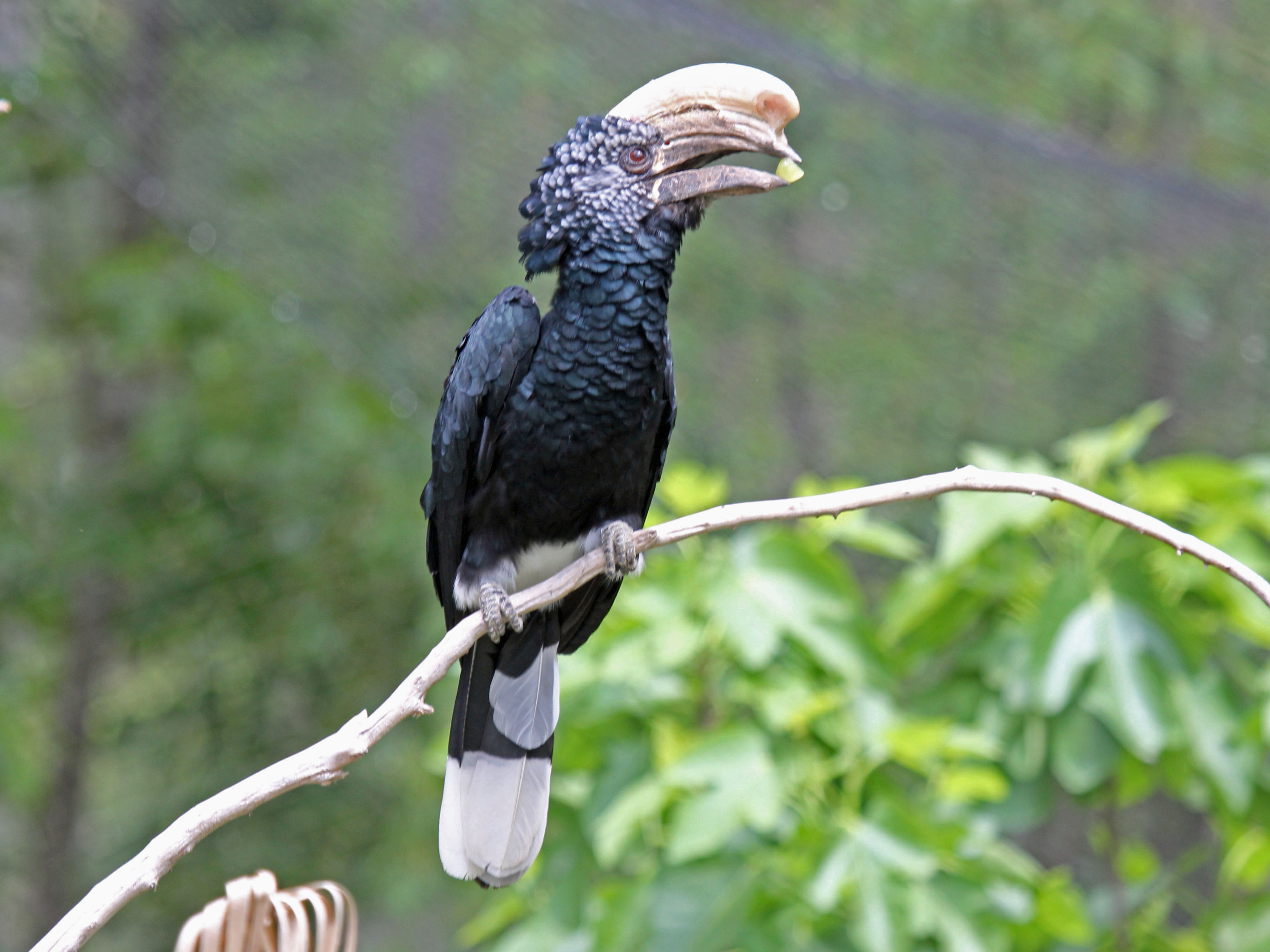
Zoborožec šedolící s kouskem ovoce v zobáku

Většina opeření tohoto 60–70 cm vysokého ptáka je leskle černá. Spodní část hřbetu, kostřec, břicho, svrchní a spodní ocasní krovky jsou bílé. Ocas je černý s bílým zakončením s výjimkou středového páru ocasních per, který je cele černý. Zobák je tmavě hnědý se žlutým páskem přes bázi. Na horní čelisti je posazena krémová tlustá mohutná přilbice. Opeření na tvářích má stříbrně šedé konečky. Oči jsou hnědé, nohy černé. Samici lze rozpoznat podle menšího vzrůstu.

## Biologie
Živí se převážně ovocem, v menší míře i bezobratlými nebo malými obratlovými živočichy. V době hnízdění zoborožci ve východní Tanzanii jedli nejčastěji ovoce, hlavně plody invazivního druhu stromu Maesopsis eminii. Následovali bezobratlí (nejčastěji mnohonožky a brouci) a poté obratlovci (ptáci a chameleoni).

### Hnízdění
Hnízdí v dutinách stromů vysoko nad zemí. Samice se s pomocí samce zazdí na hnízdě ze směsi přírodních materiálů stmelených blátem. Po zazdění samice snáší 1–2 vejce. Během následujícího období samec samici krmí regurgitací potravy. Po narození ptáčat samec donáší potravu na hnízdo velmi často, aby zajistil dostatek živin i pro své potomky. Během hnízdního cyklu, který trvá 107–138 dní (40 dní je inkubace), v průměru donáší 360 g potravy denně. Vylétnutí z hnízda se většinou dožije jen jedno mládě.

## Ohrožení
Mezinárodní svaz ochrany přírody (IUCN) považuje zoborožce šedolícího za málo dotčený druh. Tento zoborožec sice bývá popisován jako běžný, nicméně jeho populace je kapsovitá a patrně na pomalém ústupu.